# Lista planetelor minore/151801–151900
Aceasta este Lista planetelor minore/151801–151900; pentru a naviga prin lista completă vezi Lista planetelor minore.
Pentru ale detalii vezi și Proiect:Astronomie sau Portal:Astronomie.
| Nume     | Denumire provizorie | Data descoperirii  | Locul descoperirii  | Descoperitor(i)     |
| -------- | ------------------- | ------------------ | ------------------- | ------------------- |
| 151801 - | 2003 FK57           | 26 martie 2003     | Palomar             | NEAT                |
| 151802 - | 2003 FS57           | 26 martie 2003     | Kitt Peak           | Spacewatch          |
| 151803 - | 2003 FE58           | 26 martie 2003     | Palomar             | NEAT                |
| 151804 - | 2003 FV58           | 26 martie 2003     | Palomar             | NEAT                |
| 151805 - | 2003 FO61           | 26 martie 2003     | Palomar             | NEAT                |
| 151806 - | 2003 FO64           | 26 martie 2003     | Palomar             | NEAT                |
| 151807 - | 2003 FG75           | 27 martie 2003     | Campo Imperatore⁠(d) | CINEOS⁠(d)           |
| 151808 - | 2003 FX77           | 27 martie 2003     | Palomar             | NEAT                |
| 151809 - | 2003 FB79           | 27 martie 2003     | Kitt Peak           | Spacewatch          |
| 151810 - | 2003 FF82           | 27 martie 2003     | Kitt Peak           | Spacewatch          |
| 151811 - | 2003 FR82           | 27 martie 2003     | Palomar             | NEAT                |
| 151812 - | 2003 FE84           | 28 martie 2003     | Anderson Mesa       | LONEOS              |
| 151813 - | 2003 FF87           | 28 martie 2003     | Kitt Peak           | Spacewatch          |
| 151814 - | 2003 FP87           | 28 martie 2003     | Palomar             | NEAT                |
| 151815 - | 2003 FH89           | 29 martie 2003     | Anderson Mesa       | LONEOS              |
| 151816 - | 2003 FF90           | 29 martie 2003     | Anderson Mesa       | LONEOS              |
| 151817 - | 2003 FK93           | 29 martie 2003     | Anderson Mesa       | LONEOS              |
| 151818 - | 2003 FW93           | 29 martie 2003     | Anderson Mesa       | LONEOS              |
| 151819 - | 2003 FM94           | 29 martie 2003     | Anderson Mesa       | LONEOS              |
| 151820 - | 2003 FW96           | 30 martie 2003     | Kitt Peak           | Spacewatch          |
| 151821 - | 2003 FB97           | 30 martie 2003     | Kitt Peak           | Spacewatch          |
| 151822 - | 2003 FW98           | 30 martie 2003     | Socorro             | LINEAR              |
| 151823 - | 2003 FK99           | 30 martie 2003     | Socorro             | LINEAR              |
| 151824 - | 2003 FD100          | 31 martie 2003     | Anderson Mesa       | LONEOS              |
| 151825 - | 2003 FY101          | 31 martie 2003     | Socorro             | LINEAR              |
| 151826 - | 2003 FE104          | 25 martie 2003     | Haleakala           | NEAT                |
| 151827 - | 2003 FX106          | 27 martie 2003     | Anderson Mesa       | LONEOS              |
| 151828 - | 2003 FL107          | 30 martie 2003     | Socorro             | LINEAR              |
| 151829 - | 2003 FO108          | 31 martie 2003     | Anderson Mesa       | LONEOS              |
| 151830 - | 2003 FN109          | 31 martie 2003     | Kitt Peak           | Spacewatch          |
| 151831 - | 2003 FR115          | 31 martie 2003     | Socorro             | LINEAR              |
| 151832 - | 2003 FN117          | 25 martie 2003     | Palomar             | NEAT                |
| 151833 - | 2003 FE120          | 23 martie 2003     | Goodricke-Pigott⁠(d) | Goodricke-Pigott⁠(d) |
| 151834 - | 2003 FB122          | 26 martie 2003     | Goodricke-Pigott    | V. Reddy⁠(d)         |
| 151835 - | 2003 FC122          | 27 martie 2003     | Goodricke-Pigott    | V. Reddy            |
| 151836 - | 2003 FH126          | 31 martie 2003     | Kitt Peak           | Spacewatch          |
| 151837 - | 2003 FP130          | 25 martie 2003     | Kitt Peak           | Spacewatch          |
| 151838 - | 2003 GJ1            | 1 aprilie 2003     | Socorro             | LINEAR              |
| 151839 - | 2003 GK3            | 1 aprilie 2003     | Socorro             | LINEAR              |
| 151840 - | 2003 GF4            | 1 aprilie 2003     | Socorro             | LINEAR              |
| 151841 - | 2003 GU8            | 1 aprilie 2003     | Socorro             | LINEAR              |
| 151842 - | 2003 GT9            | 2 aprilie 2003     | Socorro             | LINEAR              |
| 151843 - | 2003 GS12           | 1 aprilie 2003     | Socorro             | LINEAR              |
| 151844 - | 2003 GP13           | 4 aprilie 2003     | Kitt Peak           | Spacewatch          |
| 151845 - | 2003 GA15           | 3 aprilie 2003     | Haleakala           | NEAT                |
| 151846 - | 2003 GH15           | 4 aprilie 2003     | Haleakala           | NEAT                |
| 151847 - | 2003 GT17           | 3 aprilie 2003     | Anderson Mesa       | LONEOS              |
| 151848 - | 2003 GD26           | 4 aprilie 2003     | Kitt Peak           | Spacewatch          |
| 151849 - | 2003 GN29           | 7 aprilie 2003     | Socorro             | LINEAR              |
| 151850 - | 2003 GK35           | 7 aprilie 2003     | Palomar             | NEAT                |
| 151851 - | 2003 GU36           | 6 aprilie 2003     | Anderson Mesa       | LONEOS              |
| 151852 - | 2003 GX36           | 6 aprilie 2003     | Anderson Mesa       | LONEOS              |
| 151853 - | 2003 GX42           | 9 aprilie 2003     | Palomar             | NEAT                |
| 151854 - | 2003 HT2            | 22 aprilie 2003    | Catalina            | CSS                 |
| 151855 - | 2003 HH8            | 25 aprilie 2003    | Kitt Peak           | Spacewatch          |
| 151856 - | 2003 HC9            | 24 aprilie 2003    | Anderson Mesa       | LONEOS              |
| 151857 - | 2003 HG11           | 26 aprilie 2003    | Kitt Peak           | Spacewatch          |
| 151858 - | 2003 HD15           | 26 aprilie 2003    | Haleakala           | NEAT                |
| 151859 - | 2003 HG23           | 25 aprilie 2003    | Kitt Peak           | Spacewatch          |
| 151860 - | 2003 HD24           | 26 aprilie 2003    | Kitt Peak           | Spacewatch          |
| 151861 - | 2003 HB27           | 27 aprilie 2003    | Anderson Mesa       | LONEOS              |
| 151862 - | 2003 HD29           | 28 aprilie 2003    | Socorro             | LINEAR              |
| 151863 - | 2003 HP38           | 29 aprilie 2003    | Haleakala           | NEAT                |
| 151864 - | 2003 HO45           | 29 aprilie 2003    | Haleakala           | NEAT                |
| 151865 - | 2003 HQ47           | 29 aprilie 2003    | Anderson Mesa       | LONEOS              |
| 151866 - | 2003 HF48           | 30 aprilie 2003    | Socorro             | LINEAR              |
| 151867 - | 2003 HO54           | 24 aprilie 2003    | Anderson Mesa       | LONEOS              |
| 151868 - | 2003 HV54           | 24 aprilie 2003    | Haleakala           | NEAT                |
| 151869 - | 2003 JZ             | 1 mai 2003         | Kitt Peak           | Spacewatch          |
| 151870 - | 2003 JG2            | 1 mai 2003         | Kitt Peak           | Spacewatch          |
| 151871 - | 2003 JN12           | 5 mai 2003         | Socorro             | LINEAR              |
| 151872 - | 2003 JD14           | 8 mai 2003         | Socorro             | LINEAR              |
| 151873 - | 2003 KL9            | 24 mai 2003        | Reedy Creek         | J. Broughton⁠(d)     |
| 151874 - | 2003 KQ17           | 27 mai 2003        | Anderson Mesa       | LONEOS              |
| 151875 - | 2003 KC28           | 20 mai 2003        | Nogales             | Tenagra II⁠(d)       |
| 151876 - | 2003 NH7            | 7 iulie 2003       | Reedy Creek         | J. Broughton⁠(d)     |
| 151877 - | 2003 OU9            | 25 iulie 2003      | Socorro             | LINEAR              |
| 151878 - | 2003 PZ4            | 4 august 2003      | Socorro             | LINEAR              |
| 151879 - | 2003 RF3            | 1 septembrie 2003  | Socorro             | LINEAR              |
| 151880 - | 2003 SF151          | 17 septembrie 2003 | Socorro             | LINEAR              |
| 151881 - | 2003 SC209          | 24 septembrie 2003 | Palomar             | NEAT                |
| 151882 - | 2003 UW146          | 18 octombrie 2003  | Anderson Mesa       | LONEOS              |
| 151883 - | 2003 WQ25           | 21 noiembrie 2003  | Socorro             | LINEAR              |
| 151884 - | 2003 WO40           | 19 noiembrie 2003  | Kitt Peak           | Spacewatch          |
| 151885 - | 2003 XY21           | 15 decembrie 2003  | Nogales             | Tenagra II⁠(d)       |
| 151886 - | 2003 YO13           | 17 decembrie 2003  | Catalina            | CSS                 |
| 151887 - | 2003 YY101          | 19 decembrie 2003  | Socorro             | LINEAR              |
| 151888 - | 2003 YV117          | 27 decembrie 2003  | Socorro             | LINEAR              |
| 151889 - | 2004 BG3            | 16 ianuarie 2004   | Palomar             | NEAT                |
| 151890 - | 2004 BN80           | 24 ianuarie 2004   | Socorro             | LINEAR              |
| 151891 - | 2004 BF84           | 24 ianuarie 2004   | Socorro             | LINEAR              |
| 151892 - | 2004 BR91           | 25 ianuarie 2004   | Haleakala           | NEAT                |
| 151893 - | 2004 BU106          | 26 ianuarie 2004   | Anderson Mesa       | LONEOS              |
| 151894 - | 2004 CU24           | 12 februarie 2004  | Palomar             | NEAT                |
| 151895 - | 2004 CN66           | 15 februarie 2004  | Socorro             | LINEAR              |
| 151896 - | 2004 DA16           | 17 februarie 2004  | Kitt Peak           | Spacewatch          |
| 151897 - | 2004 DK16           | 17 februarie 2004  | Haleakala           | NEAT                |
| 151898 - | 2004 DK33           | 18 februarie 2004  | Socorro             | LINEAR              |
| 151899 - | 2004 EP             | 11 martie 2004     | Palomar             | NEAT                |
| 151900 - | 2004 EB7            | 12 martie 2004     | Palomar             | NEAT                |